# 토빈 히스
토빈 파웰 히스(영어: Tobin Powell Heath, 1988년 5월 29일 ~ )는 미국 대표팀의 공격수로 활약하는 미국의 프로 축구 선수이다. 히스는 미국 축구 연맹에서 "아마도 미국에서 가장 기술이 뛰어난 선수"로 묘사했으며 2016년에는 미국 올해의 축구 선수로 선정되었다.
히스는 University of North Carolina Tar Heels 에서 대학 축구를 했으며 팀이 NCAA 디비전 I 여자 축구 선수권 대회에서 3번 우승하도록 도왔다. 전문적으로 히스는 2004-05년 뉴저지 와일드캐츠, 2007년 허드슨 밸리 퀵스트라이크 레이디 블루스, 2009년 팔리 블루스, 애틀랜타 비트, 스카이 블루 FC, 여자 프로 축구의 뉴욕 퓨리, 프랑스의 파리 생제르맹, 영국 FA 여자 슈퍼리그의 맨체스터 유나이티드와 아스널에서 뛰었다. 그녀는 이전 팀인 포틀랜드 손스와 함께 두 번 NWSL 챔피언십에서 우승했다.
히스는 2008년 베이징 하계 올림픽, 2012년 런던 하계 올림픽, 2015년 FIFA 여자 월드컵, 2019년 FIFA 여자 월드컵에서 국가대표로 활약하며 금메달을 땄고, 2011년 FIFA 여자 월드컵에서는 미국이 준우승을 하는데 도왔다.
2020년 히스는 FIFA FIFPro 우먼스 월드11에 이름을 올렸다.

## 같이 보기
- 올림픽 축구 메달리스트 목록